# Euxoa plumbescens
Euxoa plumbescens là một loài bướm đêm trong họ Noctuidae.